# Chouriço Azedo de Vinhais
O Chouriço Azedo de Vinhais IGP, Azedo de Vinhais IGP ou Chouriço de Pão de Vinhais IGP é um produto de origem portuguesa com Indicação Geográfica Protegida pela União Europeia (UE) desde 26 de setembro de 2008.

## Agrupamento gestor
O agrupamento gestor da indicações geográficas protegidas "Chouriço Azedo de Vinhais", "Azedo de Vinhais" e "Chouriço de Pão de Vinhais" é a ANCSUB - Associação Nacional de Criadores de Suínos da Raça Bísara.